# Apache Maven
In informatica Apache Maven è uno strumento di gestione di progetti software basati su Java e build automation.
Per funzionalità è similare ad Apache Ant, ma basato su concetti differenti. Può essere usato anche in progetti scritti in C#, Ruby, Scala e altri linguaggi. Il progetto Maven è ospitato da Apache Software Foundation, dove faceva parte dell'ex progetto Jakarta.
Maven usa un costrutto conosciuto come Project Object Model (POM); un file XML che descrive le dipendenze fra il progetto e le varie versioni di librerie necessarie nonché le dipendenze fra di esse. In questo modo si separano le librerie dalla directory di progetto utilizzando questo file descrittivo per definirne le relazioni.
Maven effettua automaticamente il download di librerie Java e plug-in Maven dai vari repository definiti scaricandoli in locale o in un repository centralizzato lato sviluppo. Questo permette di recuperare in modo uniforme i vari file JAR e di poter spostare il progetto indipendentemente da un ambiente all'altro avendo la sicurezza di utilizzare sempre le stesse versioni delle librerie.